# Турчинович, Иосиф Викентьевич
Иосиф Викентьевич Турчинович (1824 ―?) ― белорусский историк, правовед.

## Биография
Из могилёвской шляхетской семьи. В 1858―1860 гг. переводчик Могилёвского дворянского собрания, титулярный советник. В начале 1860-х гг. переведён на должность судьи Нижнеудинского окружного суда Иркутской губернии. Дальнейшая судьба неизвестна.

## Научная деятельность
Изучал происхождение могилёвских курганов, которые «в таком множестве являются столпленными… что невольно рождается мысль, будто бы эта страна была некоторым кладбищем какого-то многочисленного народа».
Автор четырёх книг по славянской истории. Наиболее значима ― «Обозрение истории Белоруссии с древнейших времён» — первая систематизированная история Беларуси. «Обозрение…» начинается с описания легендарной древности и кончается разделом Речи Посполитой и присоединением белорусских земель к Российской империи. Книга во многом компилятивна, но Турчинович впервые ввёл в научный оборот ряд письменных исторических источников и фактов, ссылки на работы других учёных. Труд Турчиновича оказал определённое влияние на развитие белорусской историографии XIX века благодаря использованному в ней фактическому материалу.
Автора интересовали только военно-политический и религиозный вопросы. Посвятив основную часть книги белорусским древностям, Турчинович несколько схематично отображает позднейшие события, считая их не частью самобытной белорусской истории, а, скорее, хронологией соперничества Польши, Литвы и России, относясь при этом отрицательно и к католичеству, и к униатству. По Турчиновичу, религиозные противоречия и стали одной из главных причин падения Речи Посполитой.

## Книги
- О поземельной собственности и наследстве в древней Руси. ― Санкт-Петербург: тип. Э. Веймара, 1853. — [2], IV, 58 с.
- Общественный быт славян в древности. О собственности и наследстве в древней Руси. ― Санкт-Петербург: тип. Э. Веймара, 1853. — [2], IV, 58 с.
- История сельского хозяйства России, от времен исторических до 1850 года. ― Санкт-Петербург: В. П. Поляков, 1854. — [4], IV, 168 с.
- Обозрение истории Белоруссии с древнейших времен. ― Санкт-Петербург: тип. Э. Праца, 1857. — XII, 303 с.